# Almenara de Tormes
Pour les articles homonymes, voir Almenara.
Almenara de Tormes est une commune de la province de Salamanque dans la communauté autonome de Castille-et-León en Espagne.